# Leonard Peikoff

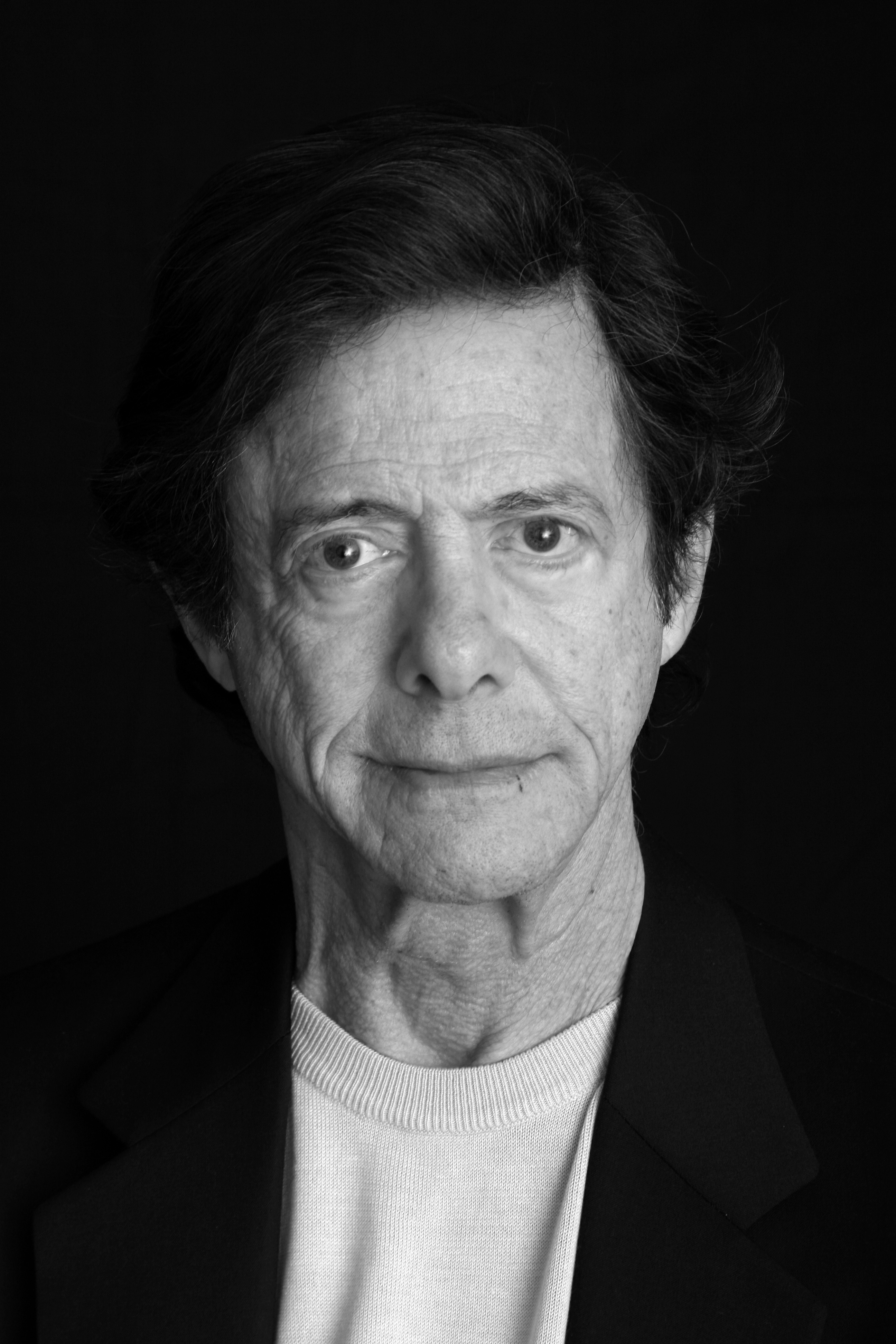
Leonard Peikoff

Leonard Peikoff (Winnipeg, Manitoba, 15 de octubre de 1933) es un filósofo objetivista canadiense estadounidense. Fue amigo de Ayn Rand desde 1951, y heredó sus posesiones y derechos sobre sus obras tras su muerte en 1982.

## Primeros años y carrera
Leonard Peikoff nació el 15 de octubre de 1933en Winnipeg, Manitoba, Canadá, hijo de Samuel Peikoff (MD), cirujano, y su esposa Bessie, directora de banda.Asistió a la Universidad de Manitoba de 1950 a 1953 como estudiante de pre-medicina. Sin embargo, después de sus primeras conversaciones con Rand, se trasladó a la Universidad de Nueva York para estudiar filosofía, donde recibió sus títulos de licenciatura, maestría y doctorado en filosofía en 1954, 1957 y 1964, respectivamente. Su asesor de tesis doctoral fue el destacado filósofo pragmático estadounidense Sidney Hook, y su tesis trató sobre el estado metafísico de la ley de no contradicción. Enseñó filosofía durante muchos años en varias universidades.

## Participación temprana en el objetivismo
Peikoff conoció a Ayn Rand a través de su prima Barbara Branden (en aquel entonces Barbara Weidman) en California cuando tenía 17 años. Según cuenta, este encuentro con Rand le hizo tomar conciencia de la profunda importancia de la filosofía. Cuando Rand se mudó a la ciudad de Nueva York en 1951, Peikoff decidió estudiar filosofía en la Universidad de Nueva York. Mientras estudiaba en la Universidad de Nueva York, con frecuencia discutía en privado con Rand sobre filosofía en profundidad sobre una variedad de temas.
Peikoff, junto con Nathaniel Branden, Alan Greenspan, Barbara Branden y otros colaboradores cercanos, que en broma se llamaban a sí mismos "El Colectivo", se reunían frecuentemente con Rand para hablar de filosofía y política, así como para leer y discutir la novela de Rand, La rebelión de Atlas, en su apartamento de Manhattan.En 1958, Branden fundó las Conferencias Nathaniel Branden, más tarde rebautizadas como Instituto Nathaniel Branden (NBI), para promover el objetivismo a través de conferencias y seminarios educativos en todo Estados Unidos.Peikoff fue uno de los primeros conferenciantes del NBI, impartiendo un curso sobre la historia de la filosofía.A principios de la década de 1960, el NBI tenía representantes en varias ciudades que reproducían versiones grabadas de las conferencias para el público local.
Las discusiones con Peikoff y Allan Gotthelf en la década de 1960 motivaron a Rand a completar una monografía extensa sobre la formación de conceptos, Introducción a la epistemología objetivista.Rand incluyó el ensayo de Peikoff sobre la "dicotomía analítico-sintética" cuando se publicó en forma de libro en 1979.Peikoff también fue un participante activo en los talleres de Rand de 1969-71 sobre la monografía, así como en talleres de filosofía posteriores, más pequeños, en el apartamento de Rand.Peikoff más tarde utilizó las transcripciones de estos talleres para crear una edición ampliada de Introducción a la epistemología objetivista, que coeditó con Harry Binswanger.
Tras la disolución de la NBI en 1968, Peikoff continuó dando conferencias privadas sobre una variedad de temas a grandes audiencias objetivistas, y las grabaciones de estas se han vendido durante muchos años. Sus cursos de conferencias incluyen: La historia de la filosofía (en dos "volúmenes" de conferencias), Introducción a la lógica, El arte de pensar, Inducción en física y filosofía, Virtud moral, Una filosofía de la educación, Entender el objetivismo, Los principios de la comunicación objetiva y Ocho grandes obras de teatro. Rand respaldó su serie de conferencias de 1976 sobre el objetivismo como la mejor exposición de su filosofía, la única que sabía que era precisa.
El primer libro de Peikoff, The Ominous Parallels, fue a la vez una explicación objetivista del ascenso del Tercer Reich y el Holocausto, y una advertencia de que Estados Unidos estaba siendo conducido por el camino del totalitarismo debido a los profundos paralelismos filosóficos y culturales entre la República de Weimar y los Estados Unidos actuales. En su introducción, Rand dijo que era el primer libro escrito por un filósofo objetivista que no fuera ella misma.

## Después de la muerte de Rand
Rand nombró a Peikoff heredero legal de su patrimonio. Como albacea del testamento de Rand, Peikoff se encarga de los derechos de autor de todas sus obras, con excepción de Himno, que ha pasado al dominio público. Ha supervisado la edición y publicación de las obras inéditas de Rand en varios volúmenes, que incluyen sus cartas, diarios filosóficos y la ficción no publicada en vida; también ha escrito prólogos para todas las ediciones actuales de su ficción. Durante varios años, continuó la tradición de Rand de dar conferencias anuales en el Ford Hall Forum de Boston, y sus otras apariciones en conferencias han incluido un discurso a los cadetes en West Point y otro mientras navegaba por las islas griegas.
En 1985, Peikoff fundó el Instituto Ayn Rand. Peikoff revisó su curso de conferencias de 1976 sobre las ideas de Rand y lo publicó en forma de libro, Objetivismo: la filosofía de Ayn Rand, publicado en 1991, la primera presentación integral del objetivismo. A mediados de la década de 1990, Peikoff impartió cursos en el Centro de Graduados Objetivistas del Instituto Ayn Rand (que pasó a llamarse Centro Académico Objetivista en 2000), junto con Harry Binswanger y Peter Schwartz.
De 1995 a 1999, Peikoff presentó un programa de radio de difusión nacional centrado en la filosofía y la cultura.De febrero de 2006 a junio de 2007, Peikoff publicó una sesión de preguntas y respuestas en línea con preguntas que le habían enviado por correo electrónico. Esto fue reemplazado por un podcast que debutó el 22 de octubre de 2007 y continuó hasta el 31 de octubre de 2016.
Las conferencias y libros de Peikoff se han utilizado ampliamente en las obras de Allan Gotthelf, Harry Binswanger, Andrew Bernstein y Tara Smith, escritores asociados con el Instituto Ayn Rand, y también en obras como La evidencia de los sentidos de David Kelley, El ateísmo: el caso contra Dios de George H. Smith y el tratado Qué es el arte: la teoría estética de Ayn Rand de Louis Torres y Michelle Marder Kahmi, a pesar de otras diferencias de estos autores con él.
La conferencia de Peikoff de 1983 Entendiendo el objetivismo fue editada en un libro del mismo título por Michael Berliner, editor de las Cartas de Ayn Rand, y la teoría de la inducción lógica de Peikoff, presentada por primera vez en las conferencias Inducción en Física y Filosofía y Objetivismo por inducción, ha sido desarrollada más a fondo por David Harriman en su libro El salto lógico: la inducción en física. En su libro de 2012 La hipótesis DIM, Peikoff define los tres enfoques de la integración cognitiva (desintegración, integración y desintegración) y aplica la hipótesis a la física, la filosofía, la educación, la política y otros campos.
Sus artículos han aparecido en publicaciones tan diversas como Barron's y The New Scholasticism, y sus apariciones en televisión han abarcado desde Politically Incorrect de Bill Maher y The O'Reilly Factor de Bill O'Reilly hasta mesas redondas de C-SPAN. También aparece en Ayn Rand: Un sentido de vida, el documental nominado al Oscar de Michael Paxton.

### Ruptura con David Kelley
Peikoff considera el Objetivismo como un "sistema cerrado", que consiste únicamente en los principios filosóficos que la propia Rand había articulado, y considera que el desacuerdo con cualquiera de estos principios es una desviación del Objetivismo. El Instituto Ayn Rand promueve la visión de Peikoff del objetivismo.
La cuestión de lo cerrado frente a lo abierto salió a la luz cuando David Kelley, un filósofo que entonces estaba afiliado a Peikoff y al ARI, publicó su ensayo Una cuestión de sanción, en el que abogaba por una mayor apertura mental en el trabajo con otros grupos. Kelley ve al objetivismo como un "sistema abierto" que puede evolucionar más allá de los propios escritos y creencias de Rand. Peikoff presentó sus objeciones a Kelley en un artículo titulado Hecho y valor, en el que sostenía que el propio caso de Kelley contradecía la comprensión de Rand de la relación entre cognición y evaluación, hechos y valores morales. Peikoff concluyó que Kelley no era un objetivista genuino e instó a cualquiera que estuviera de acuerdo con Kelley a abandonar el movimiento objetivista.Finalmente, Kelley respondió fundando el Instituto de Estudios Objetivistas en 1990, que más tarde cambió su nombre a El Centro Objetivista y finalmente a La Sociedad Atlas.

### Disputa sobre la Biblioteca del Congreso
Peikoff heredó muchos de los manuscritos de Rand. Durante su vida, Rand había declarado que legaba sus manuscritos a la Biblioteca del Congreso. Más tarde, ella tuvo reservas y el legado no formaba parte del testamento de Rand. Sin embargo, después de su muerte, la Biblioteca del Congreso solicitó los manuscritos. En julio de 1991, Peikoff hizo que un asistente le entregara los manuscritos de las novelas de Rand, excepto las primeras y últimas páginas de El manantial, que él había enmarcado. En su lugar, hizo fotocopiar las páginas para que los manuscritos estuvieran "completos". El 16 de agosto de 1998, Los Angeles Times publicó un artículo sobre Peikoff, que incluía una broma que hizo sobre "robar" las páginas de la Biblioteca del Congreso. La biblioteca exigió que les entregara las páginas, considerándolas propiedad del gobierno de los Estados Unidos. En octubre de 2000, el Departamento de Justicia de los Estados Unidos presentó una demanda en la que reclamaba más de un millón de dólares en daños y perjuicios a menos que Peikoff entregara las páginas. Tras consultar con su abogado, Peikoff entregó las páginas a un representante de la Biblioteca del Congreso.

## Pensamiento

### Epistemología
En su libro El salto lógico: la inducción en física (que coescribió con el físico David Harriman), Peikoff sostiene que no hay problema de inducción, porque la filosofía es en sí misma una ciencia inductiva y, por lo tanto, cualquier intento de negar la validez de la inducción se contradice a sí mismo al aceptar implícitamente la validez de la inducción. Peikoff y Harriman también sostienen que las afirmaciones científicas verificadas por inducción deben considerarse verdaderas hasta que nuevas evidencias justifiquen modificarlas o enmendarlas porque el conocimiento científico derivado de la inducción es contextual. En otras palabras, quienes, sobre la base de evidencia concluyente, hacen afirmaciones científicas inductivas con respecto a la ciencia no pueden argumentar que sus afirmaciones no están sujetas a ninguna modificación posible, sino que pueden argumentar que son las únicas afirmaciones racionales en las que se puede creer con base en la evidencia disponible. Concluyen que el mismo proceso de inducción es esencial para todos los campos racionales (excepto las matemáticas) y que, como resultado, la verdad en cualquier campo de ese tipo posee la misma objetividad que la de la física.

### Política
Peikoff apoya el capitalismo laissez-faire, argumentando que el papel del gobierno en la sociedad debería limitarse a concepciones estatales minarquistas para proteger a los individuos del inicio de la fuerza y el fraude. Se opone a los impuestos, la educación pública, el bienestar y las regulaciones comerciales. También se opone a las leyes que regulan la pornografía, la eutanasia o la investigación con células madre. Es partidario del derecho al aborto, pero critica a los defensores del aborto que se autodenominan "pro-elección", argumentando que el término ignora las cuestiones filosóficas más profundas involucradas.Cree que la circuncisión de un niño demasiado pequeño para dar su consentimiento debería ser un delito y es malvada.
También mantiene la oposición de Rand al libertarismo, manteniéndose firmemente opuesto a cualquier descripción de la filosofía política objetivista como "libertaria" y a cualquier colaboración con la mayoría de los grupos libertarios. Ha criticado la política exterior estadounidense, considerando tanto las opiniones neoconservadoras como las libertarias como autosacrificiosas. Se opone a los términos "aislacionista" o "intervencionista" para describir sus opiniones sobre política exterior, afirmando que la única "intervención" que Estados Unidos debería llevar a cabo es la guerra y "sólo cuando sea en defensa propia".

#### Elián González
Peikoff hizo campaña para que Elián González permaneciera en Florida, en lugar de regresar con su padre en Cuba, y declaró: "Enviar a un niño a pudrirse en la prisión de Cuba por el supuesto bien de su propio bienestar es una hipocresía criminal. Enviarlo allí para preservar los derechos de su padre es una absurdidad, ya que no hay derechos parentales ni de otro tipo en Cuba. Enviarlo allí porque 'necesita un padre, pase lo que pase' es una obviedad sin sentido. ¿Necesita un padre que no tiene más opción que ver a su hijo destrozado mentalmente y muerto de hambre en el cuerpo?"

#### Palestinos e Israel
Peikoff sostiene que antes de la creación del Estado de Israel el pueblo palestino estaba formado únicamente por "tribus nómadas que vagaban por el territorio" y que "los árabes" de hoy no tienen ningún concepto de derechos de propiedad; de hecho, su antagonismo "primitivista" hacia esos derechos es la causa fundamental del terrorismo árabe. Sostiene que Israel es un faro moral que no debería devolver ningún territorio a los árabes ni siquiera negociar con ellos.

#### Irán y las armas nucleares
Peikoff considera que la nacionalización de las propiedades petroleras de Oriente Medio desarrolladas por corporaciones occidentales (empezando por Irán en 1951) es una violación del derecho internacional y se refiere a tales esfuerzos como "confiscación" y apoya acciones encubiertas para revertir tales esfuerzos. Aboga por poner fin a lo que él llama "estados terroristas" y ha presionado rutinariamente para un cambio de régimen en Irán "lo más rápido posible y con el menor número de bajas estadounidenses, independientemente de los innumerables inocentes atrapados en la línea de fuego", sin descartar el uso de armas nucleares, argumentando que la responsabilidad moral por las muertes inocentes recaería en sus gobiernos y no en los Estados Unidos.

#### Respaldos presidenciales
En abril de 1992, Peikoff apoyó a "cualquier demócrata nominado por su partido para la presidencia", citando el historial "verdaderamente vergonzoso" del presidente George H. W. Bush, específicamente los aumentos de impuestos, el apoyo a nuevas protecciones para los empleados, su política de comercio exterior, la ayuda extranjera a Rusia, la supuesta hostilidad hacia Israel, la guerra del Golfo, las opiniones antiabortistas y antiobscenidades, y el supuesto fracaso en defender la libertad de expresión de Salman Rushdie durante la controversia de Los versos satánicos.

En 2004, Peikoff apoyó a John Kerry (a pesar de pensar que Kerry era un candidato "repugnantemente malo") contra George W. Bush (a quien llamó "apocalípticamente malo"), basándose en la religiosidad de Bush y su negativa a aplastar regímenes islámicos, especialmente Irán, junto con sus políticas económicas "condenadas al fracaso". Antes de las elecciones de 2006, Peikoff recomendó votar sólo por demócratas, para prevenir lo que ve como un aumento de la influencia de la derecha religiosa, y agregó:
Si se tiene que elegir entre un asesino podrido, debilitado y desesperado [los demócratas] y un asesino podrido, cada vez más fuerte y ambicioso [los republicanos], es inmoral votar por este último, e igualmente inmoral abstenerse de votar porque "ambos son malos".
En cuanto a las elecciones presidenciales de Estados Unidos de 2008, Peikoff dijo: "Ni se me ocurriría votar", y dijo que los republicanos deberían ser "eliminados" o "castigados severamente" por su asociación con la derecha religiosa. Además, calificó a Barack Obama de "antiamericano" y "mentiroso farsante" con inquietantes conexiones tanto con el Islam como con el reverendo Jeremiah Wright. Calificó al compañero de fórmula de Obama, Joe Biden, de "charlatán hilarante y divertido", y a sus oponentes republicanos John McCain y Sarah Palin de "idiota cansado" y "oportunista", respectivamente.
En un podcast de 2010,Peikoff explicó por qué apoya las restricciones a la inmigración en el contexto actual del estado de bienestar, y por qué no ve esto como una contradicción con el rechazo general del objetivismo a las restricciones a la inmigración. En otro podcast de 2010, Peikoff explicó que no apoya la construcción de una mezquita cerca de la Zona Cero en la ciudad de Nueva York, argumentando que los derechos de propiedad siempre son contextuales y que prevenir la construcción es una necesidad en tiempos de guerra.De manera similar, apoyó la prohibición francesa del burka.
En septiembre de 2012, Peikoff apoyó a Mitt Romney para la presidencia, citando el supuesto nihilismo del presidente Obama, las políticas fiscales, económicas y energéticas, Obamacare y su uso de órdenes ejecutivas. Sin embargo, Peikoff no se mostró entusiasmado en su apoyo a Romney, calificándolo de candidato "apaciguador, sin rumbo" y "sin convicciones políticas" que sería útil para ganar tiempo. Por la misma razón, apoyó a los candidatos republicanos al Congreso.Posteriormente, calificó la reelección de Obama como una "catástrofe", "el peor evento político que haya ocurrido en la historia de este continente" y "peor que la Guerra Civil".

## Vida personal
Peikoff se casó y se divorció tres veces. Con su segunda esposa, Cynthia, Peikoff tiene una hija, Kira Peikoff, novelista. Su tercera exesposa es la filósofa objetivista Amy Lynn Peikoff.

## Libros publicados
En inglés:
- Objectivism: The Philosophy of Ayn Rand (1991), ISBN 0-452-01101-9. Magnum Opus de Peikoff. Revisión en forma de libro del curso "Objectivism" de 1976, en el que participó Ayn Rand.

- The Ominous Parallels(1982), ISBN 0-452-01117-5. Explicación objetivista sobre las raíces filosóficas del nazismo, y una advertencia sobre las similitudes entre los Estados Unidos de los 1970 con la Alemania de los 1920.

- The DIM Hypothesis: Why the Lights of the West Are Going Out (2012), ISBN 0-451-23481-2. Interpretación objetivista de la Historia de Occidente a partir de la exposición de los modos que tiene el ser humano de interpretar la naturaleza de la realidad y la relación de la mente con los conceptos.